# Generaldiözese Hoya-Diepholz
Die Generaldiözese Hoya-Diepholz war ein kirchlicher Leitungs- und Aufsichtsbezirk im Bereich der heutigen Evangelisch-lutherischen Landeskirche Hannovers.
Errichtet wurde sie 1743 für den Bereich der Grafschaften Hoya und Diepholz. Die Amtsinhaber waren Mitglieder des Konsistoriums in Hannover, die ihren Amtssitz dort behielten. Sie waren meist Pastoren an der Schloßkirche oder Neustädter Kirche in Hannover.
1885 wurde die Generaldiözese um den Bezirk Osnabrück erweitert und seither als Generaldiözese Osnabrück-Hoya-Diepholz bezeichnet. 1903 wurde sie aufgelöst. Der größte Teil des Gebiets kam an die Generalsuperintendentur Stade, die Inspektionen Nienburg und Stolzenau an die Generalsuperintendentur Hannover.
Bei der Neuorganisation der Landeskirche unter Landesbischof August Marahrens 1936 wurde das Gebiet der ehemaligen Generaldiözese den Sprengeln Verden-Hoya und Osnabrück-Diepholz zugewiesen.

## Generalsuperintendenten
- 1743–1746: Heinrich Eberhard König (1696–1746)
- 1746–1758: Laurentius Hagemann
- 1758–1762: Gabriel Wilhelm Goetten
- 1762–1774: Georg Heinrich Riebow
- 1775–1781: Wilhelm Lesemann
- 1781–1787: Johann Adolf Schlegel
- 1788–1791: Johann Benjamin Koppe
- 1791–1793: Gottfried Less
- 1794–1798: August Georg Uhle
- 1798–1804: Heinrich Philipp Sextro
- 1805–1816: Johann Conrad Gericke (1750–1816)
- 1816–1840: Achaz Holscher
- 1841–1868: Friedrich Leopold
- 1871–1881: Friedrich Eickenrodt
- 1882–1885: Georg Kahle
- 1885–1900: Friedrich Düsterdieck
- 1901–1902: Philipp Meyer (1854–1927)